# 埃爾夫斯堡

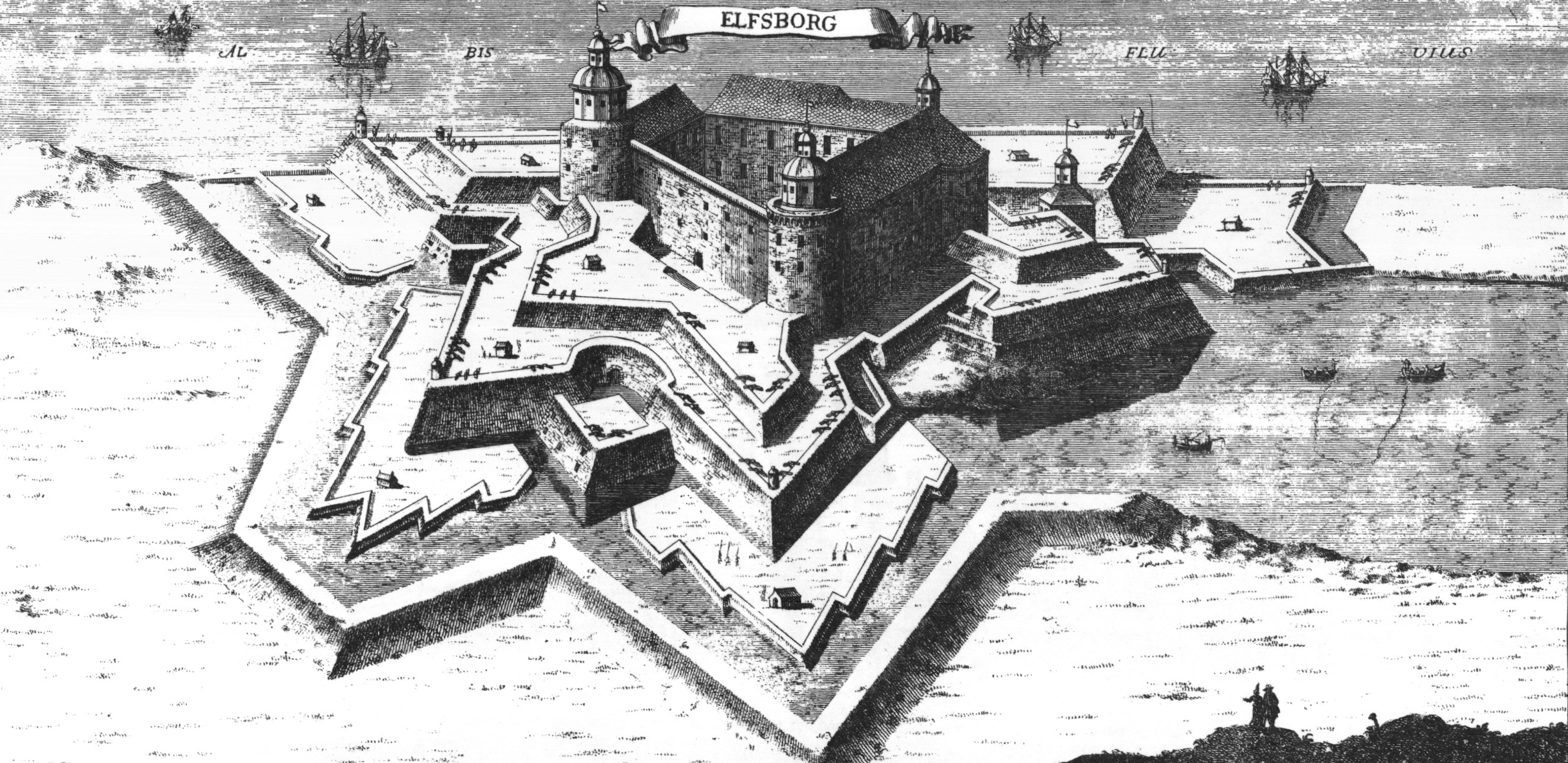
《古今瑞典》（Suecia antiqua et hodierna）的埃爾夫斯堡

57°41′24″N 11°54′25″E / 57.69000°N 11.90694°E
埃爾夫斯堡（Älvsborg）、埃爾夫斯堡要塞（Älvsborgs fästning）或埃爾夫斯堡城堡（Älvsborgs slott）是14至17世紀時瑞典約塔河口的軍事防禦建築。要塞位處約塔河之南，後來建立的哥德堡之東。埃爾夫斯堡現已淪為廢墟，已經無法找到中世紀城堡文物的遺跡。
根據2003年出版的《瑞典地名詞典》（Svenskt Ortnamnslexikon），「埃爾夫斯堡」的意思是「河口的城堡」（älvöse-borg，「öse」在瑞典西部的地名中表示河口，如勒德塞）。1366時，這地方也叫。

## 14世紀
1366年的《阿爾霍爾姆條約》提及的「hus」是埃爾夫斯堡的第一個堡壘，表示該堡壘於1366前已經建立。堡壘以木建成。哈康·馬格努斯曾把這堡壘區變賣，1370年付清債項後才重得堡壘。後來，瑪格麗特一世於1377年再次把它變賣。

## 15世紀
恩厄爾布雷克特起義期間，起義軍攻佔了埃爾夫斯堡，但卡爾·克努特松·邦代領導的民眾沒有（像其他城堡般）把它燒毀。
1439年，挪威將領約翰·烏姆雷瑟出兵包圍了埃爾夫斯堡。然而，由於瑞典守將圖爾·斯騰松得援軍支持，挪威軍隊十日後便無功而還。托爾德·邦代於1452和1455年兩次成功抵擋克里斯蒂安一世的入侵。1455年，古斯塔夫在不明清況下把堡壘交給挪威騎士奧拉夫·尼爾松·斯堪克，從此落入克里斯蒂安手中。丹麥控制了埃爾夫斯堡16年後，瑞典軍隊於1471年重奪這堡壘。

## 16世紀

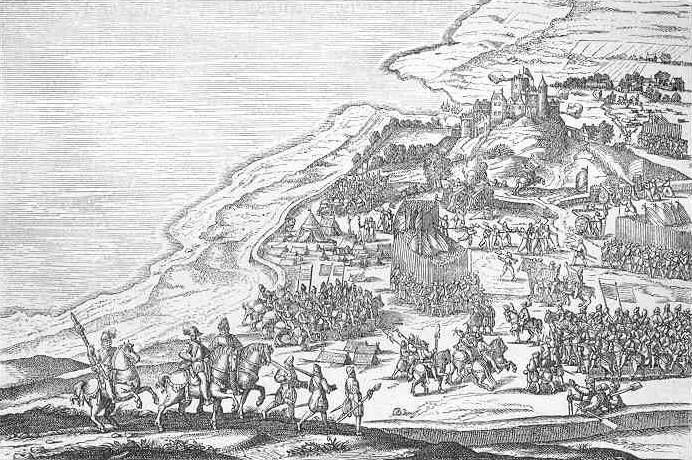
1563年9月4日，丹麥國王弗雷德里克二世佔領埃爾夫斯堡

1502年，丹麥克里斯蒂安王子（後來的克里斯蒂安二世）火攻木建的埃爾夫斯堡。文獻顯示，城堡當時由140人駐守。丹麥軍隊內的擅長攻城武器的保羅·道爾斯坦畫下了當時城堡的圖畫。1519年，三玫瑰的卡爾·克努特松把它攻陷，丹麥軍1523年撤退時再度火燒城堡。1520年代，古斯塔夫·瓦薩花了大量資源重建它，大為強化了防禦，埃里克十四世在位期間改建成石堡。
1563年，北方七年戰爭期間，丹麥攻打埃爾夫斯堡；瑞典為免它落入敵手，親自把堡壘西南方的「埃爾夫斯堡城」燒毀，城內居民要遷回新勒德塞。可是，1563年6月4日，丹麥軍隊遇上輕微抵抗後便征服這堡壘。1565年，老佩爾·布拉赫試圖收復埃爾夫斯堡，無功而返。1570年兩國《斯德丁和約》，瑞典被迫三年內繳付150000銀圓贖金，否則丹麥將永久佔有該堡壘。
1571年，埃爾夫斯堡附近居民再度被迫遷移，這次是遷到古勒貝里（Gullberg）。1573年，埃爾夫斯堡大幅強化，1575年製成一個展示它的模型。1593至1611年間，城堡的防衛再度強化。1611至1612年間，埃爾夫斯堡城門中間的建立了城樓。

## 17世紀
1612年5月22日，卡爾馬戰爭期間，丹麥雖然遇上強大防守，但仍然再度征服埃爾夫斯堡。丹麥軍在現時稱為的地方炮轟城堡，直至瑞典軍投降為止。1613年，兩國簽訂《克奈雷德和約》，瑞典須於六年內分四期繳付1百萬銀圓贖金，換回埃爾夫斯堡。
此後，瑞典於1634年在建造了一個碉堡，1639年挖掘壕溝。同時，大比令延島（Stora Billingen）和許科戈爾德斯霍爾姆島（Kyrkogårdsholmen）上也建築了防衛堡壘，使埃爾夫斯堡的戰略地位大降。約翰·韋恩舍爾德（Johan Wärnschiöldh）於1650年提出拆除埃爾夫斯堡。1654年，埃爾夫斯堡開始人去樓空，再1656年至1658年的戰爭期間才恢復駐軍。1660年7月20日，卡爾十一世國王下令把埃爾夫斯堡炸毀，但內部結構移到新建築的城堡。1661年，「埃爾夫斯堡」的名字轉讓至新城堡，稱「新埃爾夫斯堡」。此後，已荒廢的城堡用作礦場，1673年完成拆除。

## 現今
埃爾夫斯堡的遺址受建築上蓋保護。考古學家曾在20世紀在遺址發掘。有人再次要求重修這歷史文物，和討論在這區域興建房屋。

## 埃爾夫斯堡行宮
埃爾夫斯堡行宮屬於國王的城堡。行宮地區包括城堡的東部和南部、教區和塞韋達爾小村的西部。
哥德堡於17世紀建立時，埃爾夫斯堡和行宮都拆毀了，包括馬約納（Majorna）、斯洛特斯庫根（Slottsskogen）和厄戈爾登（Änggården）共數百畝土地併入埃爾夫斯堡省。18世紀時，城市已經發展至行宮範圍外。1868年，行宮範圍併入哥德堡市，組成卡爾·約翰區（Carl Johans församling）。

## 圖片

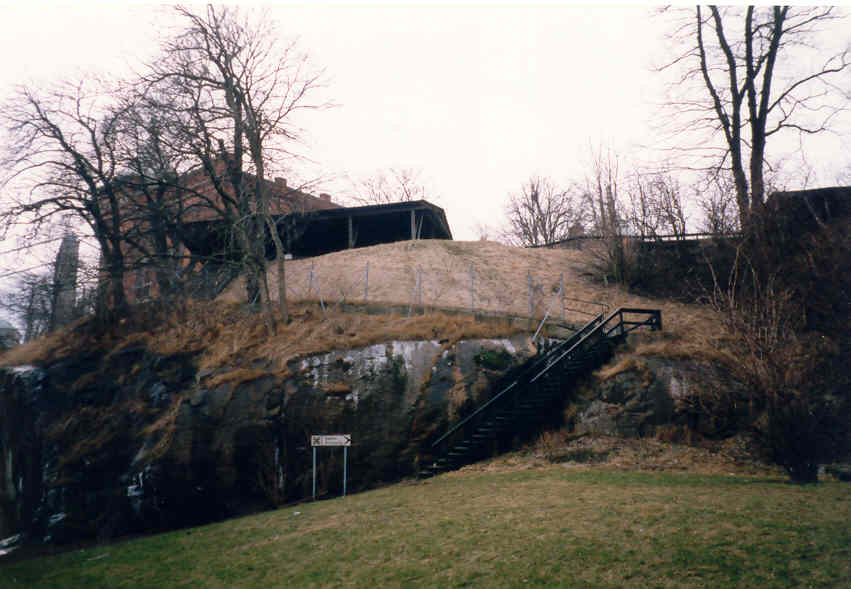
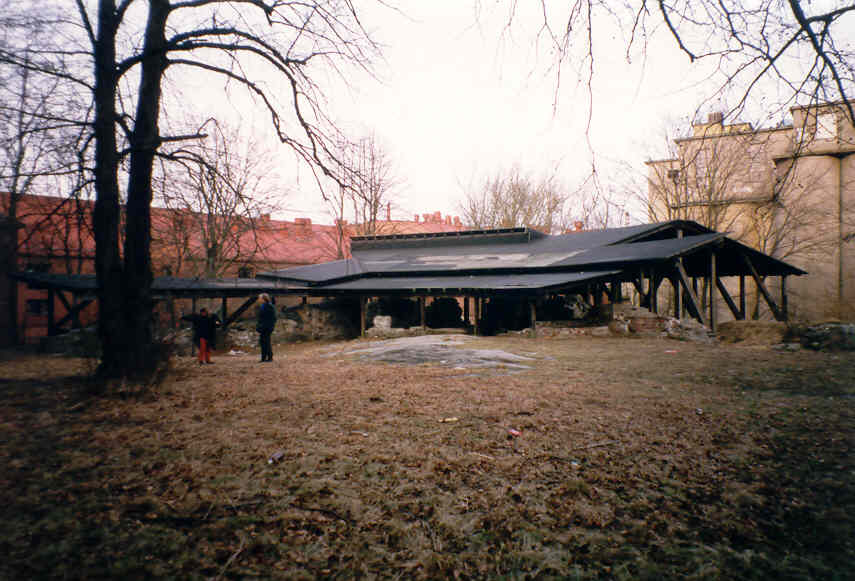
.
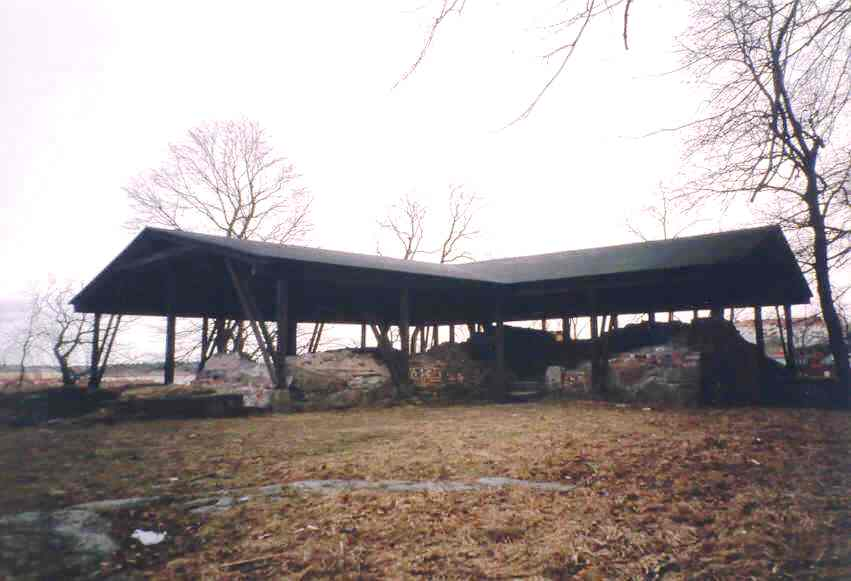
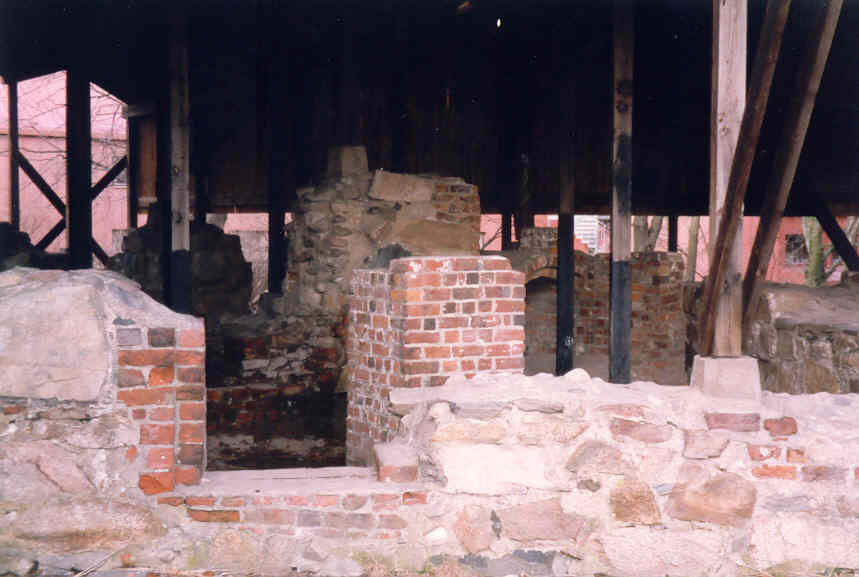
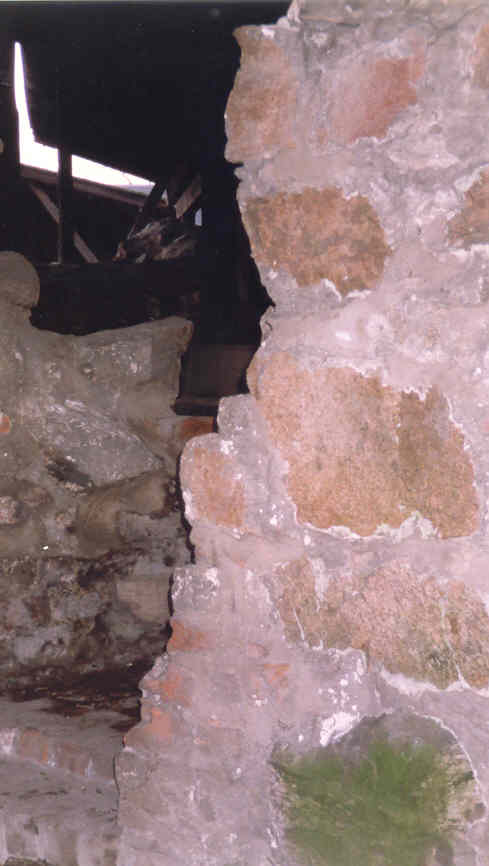
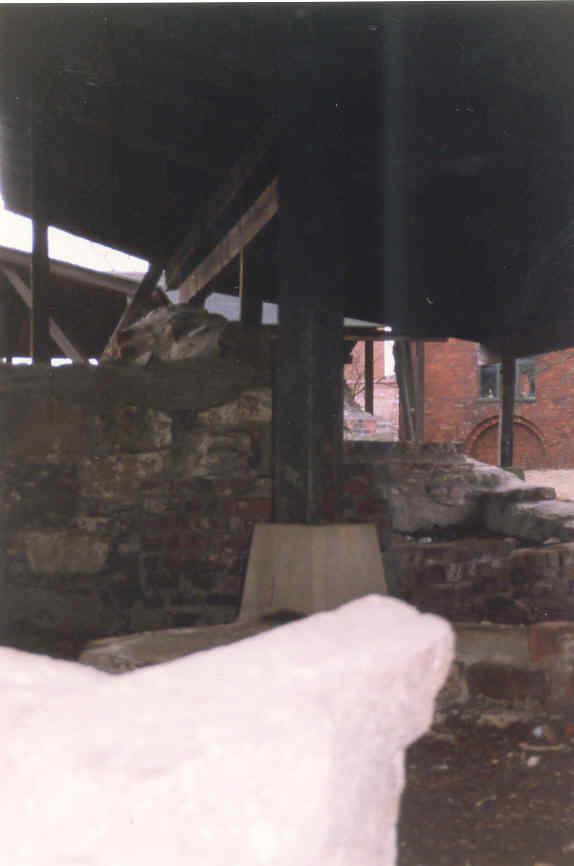

## 外部連結
- Elfsborgs slott （页面存档备份，存于）
- teckning över hur man tror att fästningen såg ut
- Innan bebyggelse - arkeologi